# Puerto deportivo de Aguadulce
Puerto deportivo de Aguadulce är en hamn i Spanien. Den ligger i regionen Andalusien, i den södra delen av landet, 400 km söder om huvudstaden Madrid. Närmaste större samhälle är Almería, 9 km öster om Puerto Deportivo. 